# David Martín Lozano
David Martín Lozano (Barcelona, 2 de enero de 1977) es un entrenador y exjugador español de waterpolo. Ejerce desde 2016 el cargo de seleccionador nacional masculino de España, con el que se ha proclamado campeón mundial en 2022 y 2025 y subcampeón en 2019, y campeón de Europa en 2024 y subcampeón en 2018 y 2020.

## Clubes
- Club Natació Atlètic Barceloneta ( España)

## Palmarés

### Jugador
Selección nacional
- Bronce - Campeonato Europeo 2006
- Bronce - Copa Mundial 2006
- Plata - Liga Mundial 2006
- Bronce - Campeonato Mundial 2007
- Plata - Campeonato Mundial 2009

Clubes
- 8 Copas de España (1999, 2001, 2004, 2006, 2007, 2008, 2009, 2010)
- 8 Ligas de España (2001, 2003, 2006, 2007, 2008, 2009, 2010 y 2011)
- 7 Supercopas de España (2002, 2004, 2005, 2006, 2007, 2008, 2009)
- 1 Campeonato de España juvenil (1994)
- 2 Campeonatos de España júnior (1995, 1996)

### Seleccionador
Selección nacional masculina
- Plata - Campeonato Europeo 2018
- Bronce - Liga Mundial 2018
- Plata - Campeonato Mundial 2019
- Plata - Campeonato Europeo 2020
- Bronce - Campeonato Europeo 2022
- Oro - Campeonato Mundial 2022
- Bronce - Liga Mundial 2022
- Oro - Copa Mundial 2023
- Oro - Campeonato Europeo 2024